# Parafia prokatedralna Matki Bożej Nieustającej Pomocy w Strzyżowicach
Parafia prokatedralna Matki Bożej Nieustającej Pomocy w Strzyżowicach – parafia prokatedralna Kościoła Polskokatolickiego w RP, położona w dekanacie śląskim diecezji krakowsko-częstochowskiej.

## Parafia
Parafia Matki Bożej Nieustającej Pomocy powstała w 1961 w wyniku działań misyjnych Kościoła Polskokatolickiego. Po erygowaniu parafii w Strzyżowicach, jej administratorem został ks. Władysław Rybiński. Pierwotnie parafia posiadała kaplicę w mieszkaniu prywatnym Franciszka Kozła przy ulicy 1 Maja 6. W 1962 parafia zorganizowała cmentarz grzebalny przy ul. Szosowej. Budowę kościoła rozpoczęto w 1963. Akt dokończenia prac przy wznoszeniu murów i uroczystego poświęcenia krzyża na wieży kościoła nastąpił 15 sierpnia 1965. W latach 1970–1979 parafia strzyżowicka posiadała własną filię w Sosnowcu, która z czasem przekształciła się w parafię Matki Bożej Bolesnej i istnieje do dzisiaj.
W 2001 bp Jerzy Szotmiller podniósł Kościół Matki Bożej Nieustającej Pomocy do godności prokatedry diecezji krakowsko-częstochowskiej. 10 czerwca 2006 parafia obchodziła bardzo uroczyste obchody 45-lecia swojego powstania. 20 sierpnia 2011 przypadł jubileusz półwiecza istnienia parafii, uroczyste nabożeństwo uświetnił bp Antoni Mikovsky z Polskiego Narodowego Kościoła Katolickiego w USA i Kanadzie.
Na msze św. przybywają mieszkańcy z okolicznych dalszych i bliższych miejscowości, w tym z Będzina, Czeladzi, Sączowa, Siemoni, Rogoźnika, Psar, Grodźca, Dobieszowic i innych.

## Prokatedra
W latach 1963–1965 trwała budowa świątyni kościoła. Wystrój wnętrza kościoła wykonał Tadeusz Opara, malarz z Rogoźnika. Odnowił także ołtarz św. Barbary przejęty z sali zbornej kopalni „Grodziec” w czasie przebudowy tej sali. W ołtarzach bocznych są obrazy Matki Bożej Nieustającej Pomocy oraz Chrystusa Cierpiącego. W dolnej części kościoła znajduje się obecnie sala parafialna, w której m.in. odbywa się katecheza dla dzieci spoza Strzyżowic, którzy wykazali wolę przynależności do Kościoła polskokatolickiego. Świątynia ma długość 26 metrów, szerokość 14 metrów i wysokość 15 metrów.
Z podliczenia kosztów budowy dolnego kościoła wynika, że wyniósł 201.448 zł, przy czym wkład ogólny parafian w gotówce i pracy stanowił 88.975 zł, w tym w gotówce 35.327 zł, a kuria biskupia przydzieliła kwotę 50.000 zł.